# Jeyaveera Cinkaiariyan
Jeyaveera Cinkaiariyan, (tamoul : செயவீர சிங்கையாரியன்), de son nom royal Cekaracacekaran V, est un roi du royaume de Jaffna, dans l'actuel Sri Lanka. Il fait partie de la dynastie Ârya Chakravarti. 